# Velodrom Plzeň
Velodrom Plzeň stojí jihovýchodně od centra města ve čtvrti Slovany.

## Historie
Roku 1959 byl v Plzni na Slovanech otevřen klopený cyklistický ovál a již 8. srpna téhož roku se na dráze konaly první závody za účasti osmdesáti cyklistů. Velodrom využívali k závodům a k přípravě známí a úspěšní cyklisté.

### Cyklisté
- Pavel Kondr, na olympijských hrách v Mexiku 8. místo ve stíhacím závodě družstev
- Karel Štark, 5. místo ve sprintu tandemů (1964)
- Theodor Černý, medailista z mistrovství světa na dráze
- František Raboň starší, medailista z mistrovství světa na dráze
- Lubor Tesař, 3. místo na mistrovství světa v silničním závodě jednotlivců
- Ondřej Lukeš, juniorský mistr světa v cyklokrosu
- Roman Kreuziger, silniční cyklistika
- Zdeněk Štybar, mistr světa v cyklokrosu
- Pavel Kelemen, sprinter na dráze
- Ondřej Cink, reprezentant v MTB, silniční cyklistika